# طيب آغا
سيد محمد طيب أغا (بالبشتوية: سید محمد طیب آغا)‏، كان زعيم الجناح السياسي لحركة طالبان ومساعدًا مقربًا للملا عمر. خلال حكومة إمارة أفغانستان الإسلامية، شغل منصب رئيس موظفي الملا عمر، وكذلك سكرتيرته الشخصية ومترجمه ومتحدثًا صحفيًا. بالإضافة إلى البشتوية، كان يتحدث الإنجليزية والعربية والأردية والفارسية.

## سيرته
ولد عام 1976 في قرية جيلاهور بمقاطعة أرغنداب بإقليم قندهار وينتمي إلى عائلة دينية بارزة من قبيلة السيد.
في 3 أغسطس 2015، بعد وفاة مؤسس حركة طالبان ملا محمد عمر وصعود الملا أختر منصور، استقال آغا من منصب رئيس المكتب السياسي لطالبان في الدوحة، في قطر، الذي خدم فيه منذ عام 2009. وخلفه شير محمد عباس ستانيكزاي، وهو مقاتل سابق مناهض للسوفييت.